# Antonio Ciseri

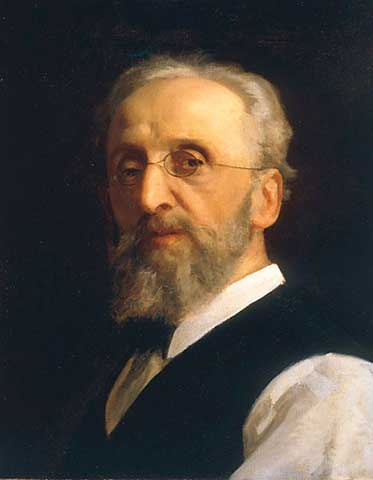
Selbstporträt, 1885

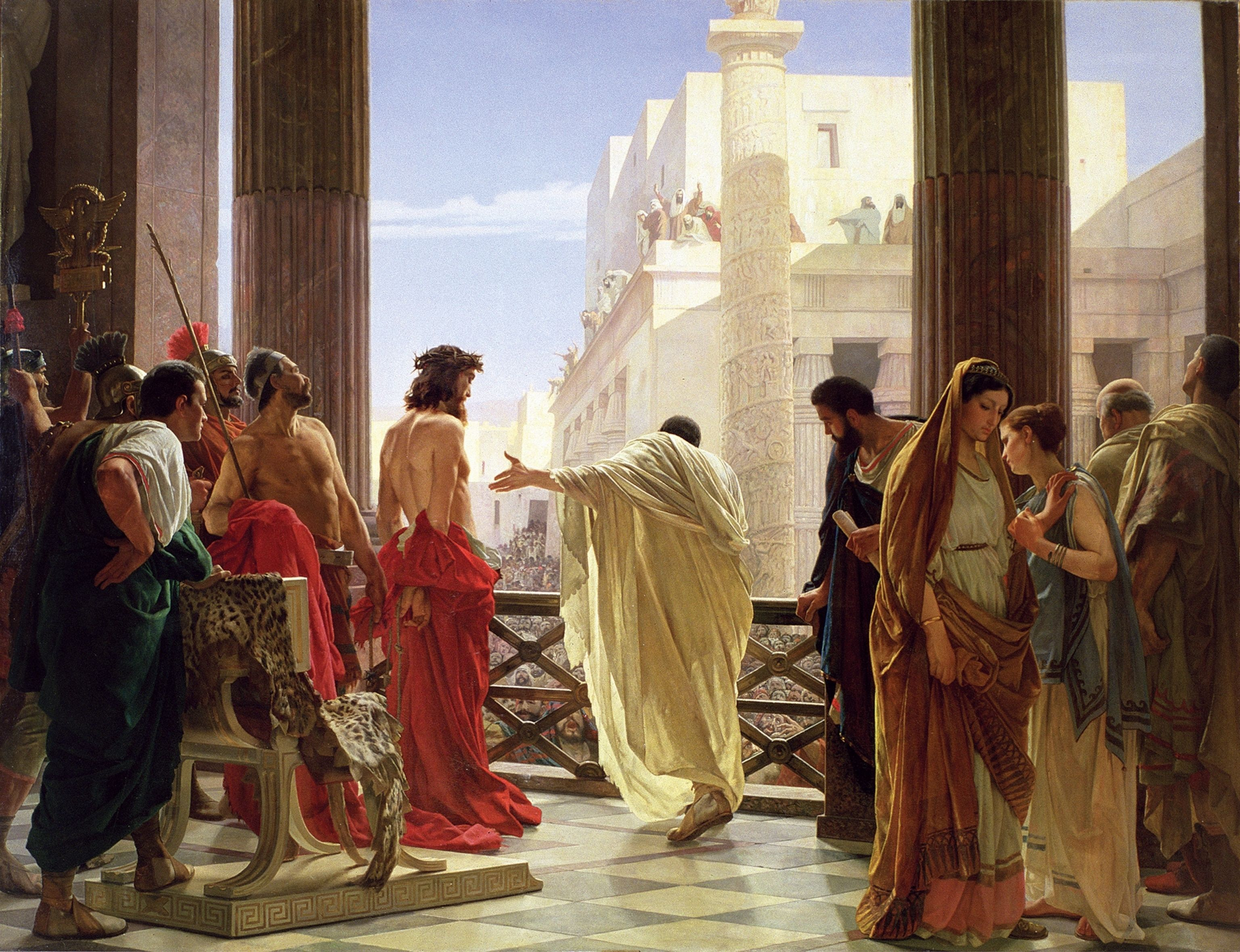
Ecce Homo! („Sehet diesen Menschen!“), Ausspruch des Pilatus’ gegenüber den Jerusalemern in Bezug auf Jesus von Nazareth

Antonio Ciseri (* 25. Oktober 1821 in Ronco sopra Ascona; † 8. März 1891 in Florenz) war ein schweizerisch-italienischer Maler.

## Leben
Ciseri wurde als Sohn von Giovan Francesco Ciseri und Caterina Materni im Tessin geboren. Sein Vater und Grossvater waren seit Generationen in der Toskana als Dekorationsmaler tätig. 1833 siedelte er zu seinem Vater nach Florenz über, wo er zunächst im Atelier des Malers Ernesto Buonaiuti arbeitete und danach bei Niccola und Pietro Benvenuti und Giuseppe Bezzuoli an der Accademia di Belle Arti Benvenuti ausgebildet wurde. Seine religiösen Motive sind raffaelesk in ihrer Komposition und haben eine plastische Darstellung. Seit dieser Zeit verband ihn eine lebenslange Freundschaft mit dem Bildhauer Giovanni Dupré.
Ciseri fertigte eine Reihe von Auftragsarbeiten für italienische und Schweizer Kirchen an. Des Weiteren malte er eine große Anzahl von Porträts, z. B. von Gaetano Bianchini (Geschenk an seinen Schwiegervater).
1853 eröffnete er eine eigene Malschule. Seine Schüler waren unter anderem Silvestro Lega (1826–1895), Niccolò Cannicci (1846–1906), Girolamo Pieri Nerli  (1860–1926), Raffaello Sorbi (1844–1931) und der Tessiner Giacomo Martinetti, der später sein Assistent wurde. Egisto Sarri (1837–1901) gilt als sein bester Schüler. Die private Schule wurde 1860 offiziell anerkannt.
1852 wurde Ciseri zum Professor für den höheren Unterricht an der Akademie von Florenz ernannt. 1855 heiratete er Cesira Bianchini, die Tochter des Mosaikmalers Gaetano Bianchini. 1868 wurde er Mitglied des Obersten Rates für das Bildungswesen des italienischen Staates (Consiglio superiore della pubblica istruzione). Von 1874 bis 1875 war er übergangsweise Direktor der Akademie.
Aufgrund hoher Tessiner Steuerforderungen wurde Ciseri 1877 auf seinen Antrag hin italienischer Staatsbürger und verzichtete auf seine Schweizer Staatsbürgerschaft. Er blieb aber weiterhin mit dem Tessin verbunden und gehörte der kantonalen Kommission für die Neuordnung des Zeichenunterrichts an den Tessiner Schulen an.
Ciseri starb 70-jährig und wurde in der Florentiner Kirche San Miniato al Monte bestattet.

## Werke

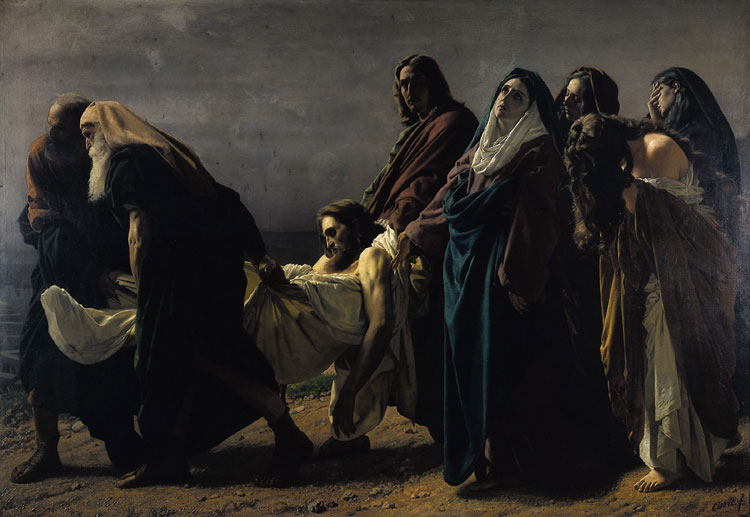
Die Grablegung Christi

- Die Abreise von Giano della Bella ins freiwillige Exil (La partenza di Giano della Bella per il volontario esilio) ermöglichte seine Berufung an die Akademie
- Martyrium der Makkabäer im Kirchengebäude Santa Felicità in Florenz (1853–63), für das er bei der Weltausstellung in Wien 1873 mit der Goldmedaille ausgezeichnet wurde, ist sein berühmtestes Werk
- Grablegung Christi (Il trasporto di Cristo al sepolcro) malte er 1883 in der Wallfahrtskirche Madonna del Sasso in Orselina im Auftrag des Rechtsanwalts Bartolomeo Rusca[1]
- Ecce homo war ein Auftragswerk für die italienische Regierung